# 滑川富山バイパス
滑川富山バイパス（なめりかわとやまバイパス）は、富山県滑川市稲泉から富山市金泉寺に至る、国道8号のバイパスである。

## 概要
- 起点 富山県滑川市稲泉（稲泉交差点）
- 終点 富山県富山市金泉寺（金泉寺交差点）
- 全長 10.5km
- 規格
- 道路幅員
- 車線数 4
- 車線幅員
- 設計速度 80km/h

## 沿革
- 1975年 事業化
- 1977年1月28日　都市計画決定（滑川市有金 - 富山市金泉寺間）[1]
- 1983年12月6日　富山市水橋金尾新 - 富山市金泉寺（3.1km）暫定2車線で供用開始[2]
- 1986年12月9日　富山市水橋上砂子坂 - 富山市水橋金尾新（4.0km）暫定2車線で供用開始[3]
- 1987年11月30日　富山東パーキングが設置される[4]。
- 1988年11月22日　滑川市稲泉 - 富山市水橋上砂子坂（3.5km）暫定2車線で供用開始し、全線開通[5]
- 1989年11月27日　富山市水橋小路 - 富山市金泉寺（2.7km）4車線化拡幅[6]
- 1993年8月3日　富山市水橋金尾新 - 富山市水橋小路（0.4km）4車線化拡幅
- 1996年11月25日　富山市富山東パーキング - 富山市水橋金尾新（0.5km）4車線化拡幅
- 2001年11月30日　上市町久金 - 富山市富山東パーキング（2.0km）4車線化拡幅
- 2008年12月19日　上市町竹鼻 - 上市町久金（2.0km）4車線化拡幅
- 2010年12月7日　滑川市稲泉 - 上市町竹鼻（2.9km）4車線化拡幅し、全線が4車線で供用

## 地理

### 通過する自治体
- 富山県
滑川市 - 上市町 - 富山市 - 上市町 - 富山市

### 交差する道路
- 上側が起点側、下側が終点側。左側が上り側、右側が下り側。
- 交差する道路は、県道以上の道路および立体交差をするもしくは立体交差をする計画の道路。特記がないものは市町道。

| 交差する道路など                          | 交差する道路など                | 交差する場所 | 交差する場所 | 交差する場所 | 備考                                                          |
| ----------------------------------------- | ------------------------------- | ------------ | ------------ | ------------ | ------------------------------------------------------------- |
| 魚津滑川バイパス 国道8号 魚津・糸魚川方面 |                                 |              |              |              |                                                               |
| 富山県道51号蓑輪滑川インター線            | 富山県道51号蓑輪滑川インター線  | 滑川市       |              | 稲泉         |                                                               |
| 富山県道144号黒川滑川線                   | 富山県道144号黒川滑川線         | 滑川市       | 上島神社前   |              |                                                               |
| 富山県道61号滑川上市線                    | 富山県道61号滑川上市線          | 滑川市       | 有金高架橋   |              |                                                               |
| 富山県道148号上市水橋線                   | 富山県道148号上市水橋線         | 富山市       |              | 上砂子坂     |                                                               |
| 富山県道151号辻滑川線                     | 富山県道151号辻滑川線           | 富山市       | 下砂子坂     |              |                                                               |
| 国道415号 富山県道15号立山水橋線          | 富山県道15号立山水橋線          | 富山市       | 北馬場       |              |                                                               |
| 富山東パーキング                          |                                 | 富山市       |              |              |                                                               |
| 富山県道161号岩峅寺大石原水橋線           | 富山県道161号岩峅寺大石原水橋線 | 富山市       |              | 金尾新       |                                                               |
| 富山県道379号水橋停車場水橋小路線         | 富山県道68号富山外郭環状線      | 富山市       | 水橋小路     |              |                                                               |
| 富山県道338号常願寺沖線                   | 富山県道338号常願寺沖線         | 富山市       | 雄峰大橋     | 雄峰大橋     | 橋長704.2m 県道へは橋の東側にある水橋二杉交差点を介しての接続 |
| 常願寺川                                  |                                 | 富山市       | 雄峰大橋     | 雄峰大橋     | 橋長704.2m 県道へは橋の東側にある水橋二杉交差点を介しての接続 |
|                                           | 富山県道365号流杉町袋線         | 富山市       | 金泉寺高架橋 | 手屋         | 金泉寺交差点まで県道365号が重複                               |
| 富山県道365号流杉町袋線                   | 国道41号                        | 富山市       | 金泉寺高架橋 | 金泉寺       | ここまで県道365号が重複 富山市街方面                          |
| 富山高岡バイパス 国道8号 射水・高岡方面   |                                 |              |              |              |                                                               |

## 接続するバイパスの位置関係
（京都方面）富山高岡バイパス -  滑川富山バイパス - 魚津滑川バイパス（新潟方面）